# Alhagie H. Sowe
Alhagie H. Sowe ist ein gambischer Politiker.

## Leben
| Parlamentswahl | Stimmen | Stimmanteil |
| -------------- | ------- | ----------- |
| 2017           | 3.030   | 35,89 %     |

Alhagie H. Sowe war vor seiner politischen Tätigkeit bei der Gambia Radio & Television Service tätig. Sowe trat bei der Wahl zum Parlament 2017 als Kandidat der Gambia Democratic Congress (GDC) im Wahlkreis Jimara in der Basse Administrative Area an. Mit 35,89 % konnte er den Wahlkreis vor Haruna Drammeh (UDP) und Habiboulie K. Jawo (APRC) für sich gewinnen.
Bei den Parlamentswahlen 2022 trat Sowe erneut im Wahlkreis Jimara an und verlor mit 3504 Stimmen (30,05 %) gegen den NPP-Kandidaten Essa Conteh (* 1984), der 6861 Stimmen (58,84 %) erhielt.